# Dawson News
Il Dawson News è stata una rivista statunitense con cadenza settimanale.

## Storia
Fu stampata nella Città di Dawson in Nuovo Messico dall'inizio del 1921 all'ottobre del 1929 e pubblicata dal dipartimento del welfare. 
La città di Dawson, oggi città fantasma è conosciuta a causa del Disastro di Dawson ed era all'epoca era una fiorente comunità tanto che negli anni '20 raggiunse i 6 000 abitanti prevalentemente minatori molti dei quali emigrati dall'italia.
L'abbonamento per sei mesi costava 0,75 centesimi, mentre per un anno il costo era di 1,5 Dollari.
Le copie delle pubblicazioni sono conservate per la consultazione presso la biblioteca pubblica di Raton nel Nuovo Messico e presso la biblioteca pubblica Arthur Johnson Memorial Library a Raton.